# Riberas del Río Alagón y afluentes
Riberas del Río Alagón y afluentes este o arie protejată (arie specială de conservare — SAC, sit de importanță comunitară — SCI) din Spania întinsă pe o suprafață de 1.840,05 ha, integral pe uscat.

## Localizare
Centrul sitului Riberas del Río Alagón y afluentes este situat la coordonatele 40°30′13″N 5°56′56″W / 40.5035°N 5.949°V.

## Înființare
Situl Riberas del Río Alagón y afluentes a fost declarat sit de importanță comunitară în august 2000 pentru a proteja 13 specii de animale. Situl a fost protejat și ca arie specială de conservare în septembrie 2015.

## Biodiversitate
Situată în ecoregiunea mediteraneană, aria protejată conține 16 habitate naturale: Roci stâncoase cu vegetație pionieră de Sedo-Scleranthion sau Sedo albi-Veronicion dillenii, Cursuri de apă de la nivel de câmpie la nivel montan, cu vegetație Ranunculion fluitantis și Callitricho-Batrachion, Păduri de Quercus ilex și Quercus rotundifolia, Galerii de Salix alba și de Populus alba, Păduri termofile cu Fraxinus angustifolia, Pajiști uscate europene, Păduri de Castanea sativa, Păduri aluvionare cu Alnus glutinosa și Fraxinus excelsior (Alno-Padion, Alnion incanae, Salicion albae), Păduri de Quercus suber, Pajiști umede mediteraneene cu ierburi înalte de Molinio-Holoschoenion, Pante stâncoase silicioase cu vegetație casmofită, Dehesas cu Quercus spp. perene, Râuri cu maluri nămoloase cu vegetație de Chenopodion rubri p.p. și Bidention p.p., Iazuri temporare mediteraneene, Râuri mediteraneene cu debit permanent și vegetație de Glaucium flavum, Păduri de stejar galițio-portugheze cu Quercus robur și Quercus pyrenaica.
La baza desemnării sitului se află mai multe specii protejate:
- mamifere (2): vidră de râu (Lutra lutra), liliac cu urechi mari (Myotis bechsteinii)
- nevertebrate (3): Gomphus graslinii, Macromia splendens, Oxygastra curtisii
- pești (5): Achondrostoma arcasii, Cobitis paludica, Cobitis vettonica, Pseudochondrostoma polylepis, Rutilus alburnoides
- reptile (3): țestoasa de baltă (Emys orbicularis), Lacerta schreiberi, Mauremys leprosa

Pe lângă speciile protejate, pe teritoriul sitului au mai fost identificate 4 specii de plante, 7 specii de amfibieni, 12 specii de mamifere, 2 specii de pești.